# La Source (La Réunion)
Pour les articles homonymes, voir La Source.

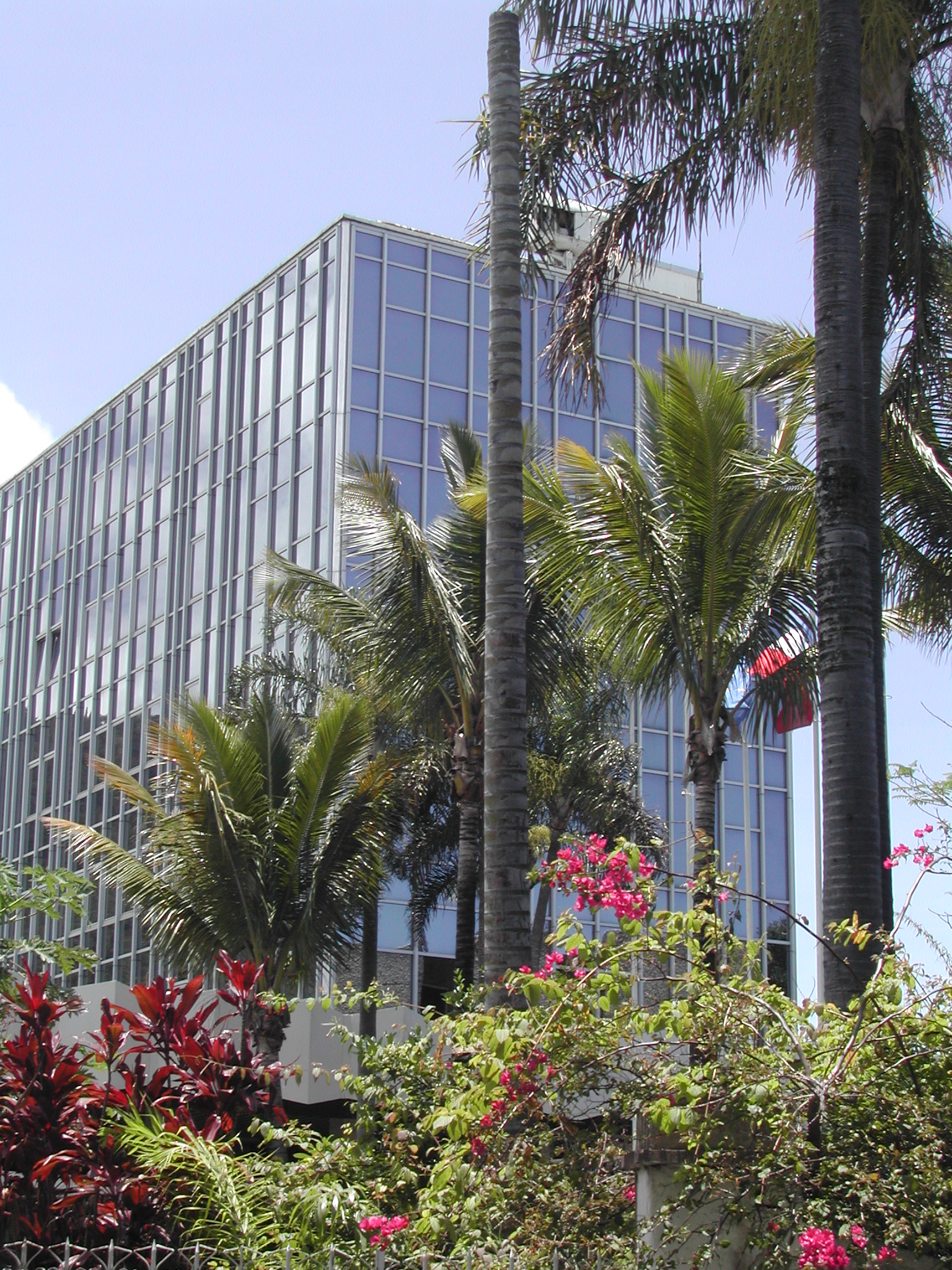
Un bâtiment moderne du siège du conseil départemental de La Réunion, également appelé Palais de La Source.

La Source est un quartier situé à la limite sud centre ville historique de Saint-Denis sur l'île de La Réunion. Aujourd'hui totalement intégré au tissu urbain, La Source était à l'origine un site naturel en périphérie de l'hypercentre colonial. Le quartier fut peuplé en premier lieu par des esclaves puis par des engagés. Le quartier a connu son âge d'or au cours du XIXe siècle avant de subir un lent déclin, comportant quelques bidonvilles jusqu'au milieu du XXe siècle. Au XXIe siècle, La Source est un quartier moderne, bien desservi par les transports en commun et bénéficie de nombreux services. Sa population dépasse les 4 000 habitants.

## Géographie

### Situation
La Source est située dans le territoire communal de Saint-Denis, à quelques centaines de mètres au sud du centre historique de la ville. Il est parfois appelé dans la presse le « cœur de ville »,. Le quartier est situé sur un terrain plat, au pied des pentes, à une altitude moyenne d'environ cinquante mètres.
Actuellement d'une superficie de 112 ha, le découpage municipal limite le secteur de La Source au nord par la rue du Général de Gaulle, à l'ouest par les rues Ruisseaux des Noirs et le Boulevard de la Providence, au sud par le Boulevard de La Source et à l'est par l'hôpital de Bellepierre puis la falaise qui borde le quartier du bas de La Rivière.

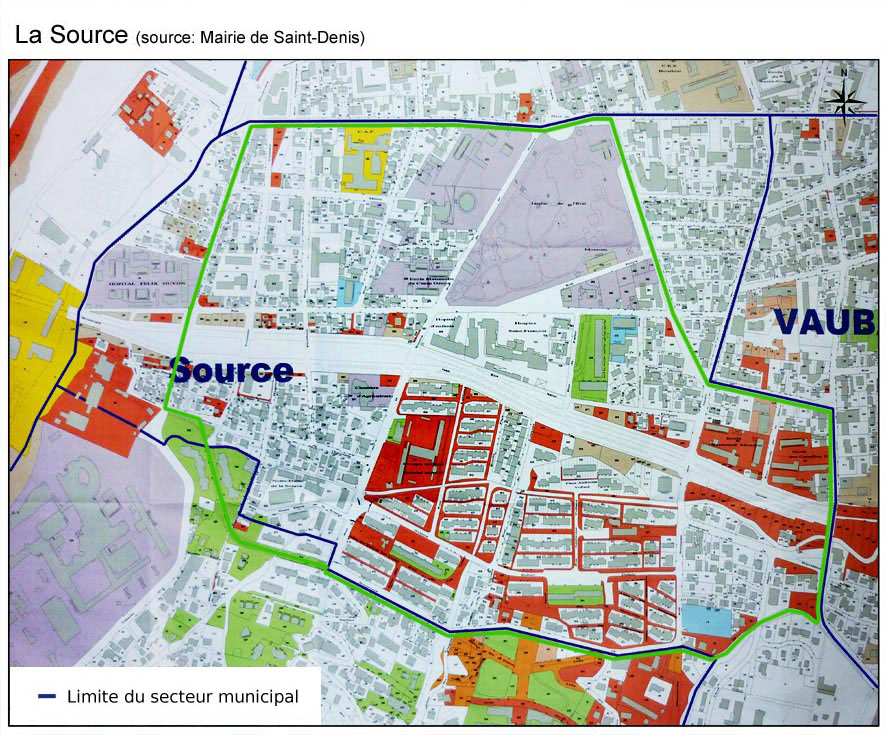
Photographie du plan de quartier municipal

| Bas de la Rivière | Le centre-ville | Ruisseau des Noirs |
| Bas de la Rivière | La Source       | La Providence      |
| Bellepierre       | Bellepierre     | Bellepierre        |

### Voirie et transports

#### Voirie
La Source est traversée d'ouest en est par le Boulevard Sud depuis la tranchée couverte jusqu'au pont Vinh-San. Cet axe majeur de la ville permet de rejoindre rapidement à l'ouest la Route du Littoral menant au Port, et à l'est l'Aéroport de La Réunion, puis, au-delà, les villes de Sainte-Suzanne et Saint-André. Le quartier est également traversé par d'importantes rues dont la rue de La Source qui longe le jardin de l'État, assurant la jonction entre le centre ville et les hauteurs de la ville dans le quartier de Bellepierre.
Le long du quartier, le boulevard est en mode deux fois deux voies, séparées par un terre plein central végétalisé occupé par un verger créole clôturé. Les nombreuses contre-allées, essentiellement au sud du boulevard, permettent le stationnement de voitures et la continuité de la piste cyclable. De nombreuses rangées d'arbres, palmiers ou espèces tropicales, sont réparties entre les différents axes du boulevard (voies routières, pistes cyclables, trottoirs et contre-allées).

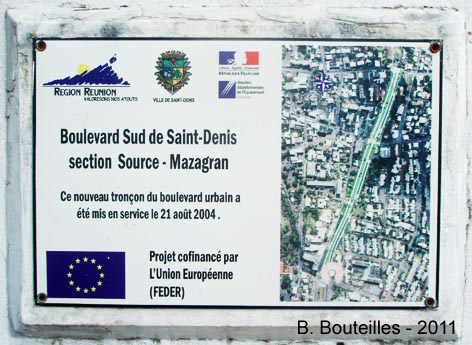
Plaque d'inauguration
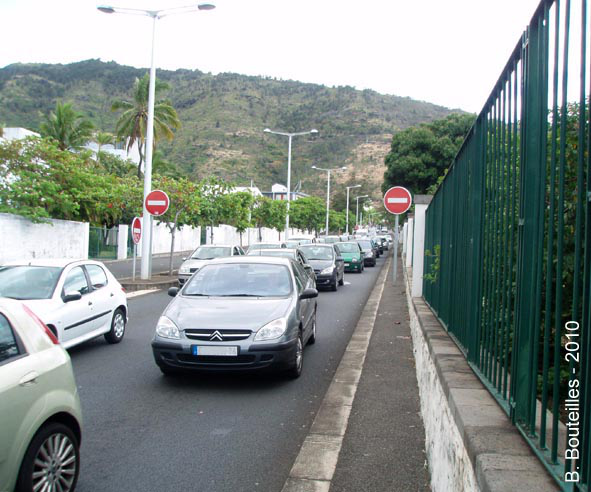
Circulation automobile
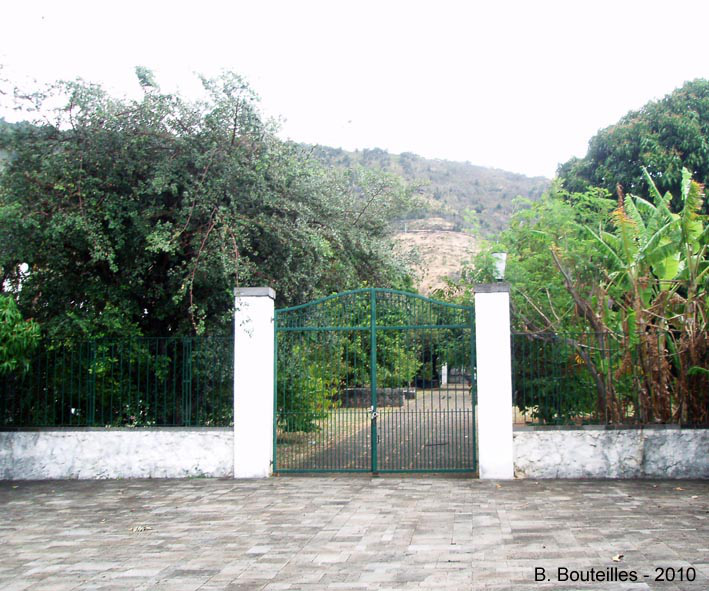
Verger créole

Dans le quartier de La Source, le trafic automobile du boulevard est un des plus importants de l'île avec en moyenne 33 à 35 000 véhicules par jour comptabilisés en 2008.

#### Transports
La Source est desservie par les lignes 10, 11, 12, 19, 21, 22, 22a et 23 du réseau Citalis et se trouve à environ un kilomètre du pôle Océan Indien, centre majeur des lignes de Car jaune.

## Histoire
Le quartier puise son nom dans une source d'eau pure et limpide qui a attiré les premiers habitants[Quand ?]. Par la suite, on[Qui ?] a rapidement apprécié la fraîcheur des lieux et la présence de multiples ruisseaux.
La croissance de la ville alla de pair avec la demande en eau potable, conduisant à des captages et des canaux pour subvenir aux besoins. En mars 1868, un arrêté instaure le financement d'un gardien affecté à la surveillance de la source : nul ne doit pratiquer de lessive ou y répandre des déchets. Le gardien se vit fournir une paillote pour logement de fonction.
La fréquentation du lieu se développa au fil des années et conduisit à la création d'un petite route par un riche négociant, Mr. Rontaunay, devenue l'allée des saphirs. Cette voie contribua à augmenter la population locale. Le lieu-dit est alors réputé[Quand ?] pour sa beauté, sa flore luxuriante et sa fraîcheur, bien que de nombreuses plantations rappellent le pénible labeur quotidien de la population de La Source.
De 1860 à 1865 sont construits les boulevards Doret, de la Providence et de La Source, formant à l'époque la limite sud de Saint-Denis. Deux constructions furent détruites pour ce faire. Ces larges voies sont très appréciées de la population ; on y rencontre promenades, défilés de troupes, petites productions...
En 1848, alors que l'esclavage est réellement aboli sur les terres de Réunion, l'engagisme prend la relève. Des travailleurs indiens débarquent, parfois porteurs de maladies. 

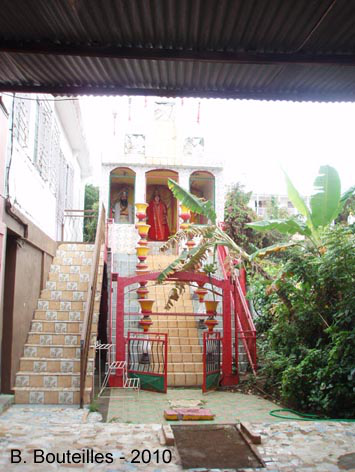
Temple privé dans le quartier de La Source

Les eaux stagnantes favorisent la prolifération de moustiques, vecteur des agents pathogènes étrangers. Parallèlement, nombre d'esclaves affranchis n'ont aucun travail et contribuent à développer une certaine insécurité dans ce qui devient un quartier dortoir en raison du désintérêt de la municipalité. Cette insécurité pousse les familles bourgeoises à partir vers Bellepierre ou Le Brûlé. En 1872, une prison pour femme est construite. Cette paupérisation couplée à une gentrification externalisée transforme La Source en quartier pauvre, s'apparentant à un bidonville dans ses nouvelles constructions.
À partir de 1909, l'église catholique commence à œuvrer dans le quartier, en établissant une cure qui abritera une communauté de sœurs franciscaines en 1947. L'hospice Saint-François-d'Assise est fondé pour secourir la population de la misère et du désintérêt général, puis, en 1954, un foyer éducatif est créé faisant progressivement vivre une communauté chrétienne autour de la paroisse.
Les années 1960 sont marquées par la construction de logements sociaux, dont l'architecture s'apparente aux grands ensembles, mais à taille humaine. La modeste case en tôle, qui a remplacé en son temps la paillote, se voit progressivement remplacée par des édifices en béton, qui grignotent les dernières plantation de canne. 450 logements sortent de terre, accroissant de 2 800 habitants la population locale, qui bénéficie alors d'une école.

## Services
Le quartier accueille notamment les sièges du conseil départemental de La Réunion et de la chambre d'agriculture de La Réunion ainsi que le jardin botanique connu sous le nom de Jardin de l'État depuis son transfert depuis le bas de la rivière Saint-Denis par Honoré de Crémont. Il est par ailleurs desservi par une antenne de la mairie, une bibliothèque de quartier ainsi que par un bureau de poste ouvert le 26 janvier 2008. On y trouve en outre l'hôpital d'enfants de Saint-Denis.

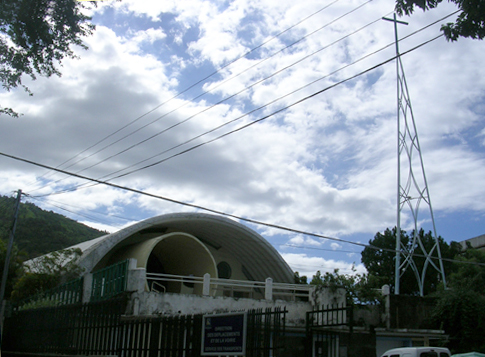
Église de La Source dans un ancien hangar de cannes à sucre.

Plus ponctuellement, il existe diverses boutiques Chinoises contribuant au commerce de détail local.

## Sports
La pratique sportive du handball à La Source est relativement forte puisque le club HB-Lasours, créé en 1972, comptait plus de 250 licenciés en 2011[réf. souhaitée]. Même si tous ces licenciés ne sont pas du quartier, l'activité est un véritable moteur d'intégration pour les jeunes générations qui s'exercent sur les terrains du plateau noir près du kiosque. Le centre de formation est un des plus importants de l'île et nombreux sont les joueurs issus de ce club qui pratiquent à présent en métropole à l'image de Nicolas Claire (Ti-Clair), joueur en équipe de France.
La Source est ainsi connue à l'échelle régionale à travers ses handballeurs, ce sport assurant ainsi un lien entre le quartier et de nombreuses villes métropolitaines comme Montpellier, Chambéry...
Pour la saison 2009/2010 les deux équipes des  moins de 14 ans et des moins de 16 ans ont été sacrées championnes de La Réunion. L'équipe 1, malgré les déboires de l'année 2010, est régulièrement dans les cinq premières équipes du championnat réunionnais.
On retrouve également la piscine de La Source, qui est une piscine municipale, accessible gratuitement le dimanche.

## Musique
La musique est un élément important dans le quartier notamment à travers les ateliers et concerts du foyer des jeunes du boulevard de La Source. Des fêtes de quartiers, où les groupes locaux sont mis en avant, souvent initiées par la mairie, ont lieu régulièrement.
La musique permet de donner une visibilité nationale voire internationale au quartier puisque de nombreux artistes en sont issus ou s'en réclament et montent des partenariats dans le monde entier. Par exemple la coopération entre l'association Sours Perkisyon et des musiciens brésiliens ou encore la forte présence d'artistes de l'ancienne génération comme Arnaud Dormeuil, Maxime Laope, les frères Ducap, Alain Peters... Ce rayonnement musical se poursuit avec de jeunes musiciens tels Tikok Vellaye, JF Gang ou bien Ti-Loun. Ce dernier définit d'ailleurs La Source comme « un berceau de créativité. Sans pouvoir l’expliquer, il s’étonne et se réjouit d’énumérer la quantité impressionnante d’artistes qui en proviennent. [...] La liste est longue et mériterait qu’on se penche sérieusement sur les raisons d’une telle prolifération artistique! »
Enfin, au-delà des artistes connus, l'activité musicale est également portée par différentes structures et évènements : 
- l'école de musique Loulou Pitou ;
- les trois classes CHAM (Classes à Horaires Aménagés Musique vocale) ;
- les sessions annuelles de musique sacrée à l'église de La Source.

## Personnalités liées au quartier
- Léon de Lescouble, chercheur et naturaliste travaillant dans un laboratoire improvisé dans sa case. Il réussit à extraire la quinquina, travail qui fit sa renommée et dont la commercialisation s'est généralisée à l'île[18]
- Maxime Laope, chanteur et musicien, qui a vécu depuis 1965 dans un logement nouvellement construit de La Source[19]
- Tikok Vellaye, chanteur du groupe Ti Sours dont le nom s'inspire directement du nom du quartier de La Source
- Nicolas Claire, joueur de handball en équipe de France